# Grenzmark Posen-Westpreussen
Grenzmark Posen-Westpreussen var en provins i Fristaten Preussen. Grenzmark Posen-Westpreussen, som fanns från 1922 till 1938, bestod av de områden av Posen och Västpreussen som förblev tyska efter första världskriget. Huvudstad var Schneidemühl, den nuvarande staden Piła i Polen.
Provinsen omfattade nio kretsar, varav en stadskrets.